# Calleagris
Calleagris is een geslacht van vlinders van de familie dikkopjes (Hesperiidae).

## Soorten
- C. hollandi (Butler, 1896)
- C. jamesoni (Sharpe, 1890)
- C. kobela (Trimen, 1864)
- C. krooni Vári, 1974
- C. lacteus (Mabille, 1877)
- C. landbecki (Druce, 1910)